# محافظة تيتي
محافظة تيتي (بالإنجليزية: Tete Province)‏ هي محافظة في موزمبيق، تتبع موزمبيق، عاصمتها تيتي (موزمبيق)، تبلغ مساحتها 98٬417٫0 كيلومتر مربع.

## الموقع
تشترك في الحدود مع:
- محافظة زامبيزيا
- محافظة سوفالا.

## أعلام
- لويزا دياس ديوغو